# Nižná (okres Piešťany)
Nižná (Hongaars:Nézsnafalva) is een Slowaakse gemeente in de regio Trnava, en maakt deel uit van het district Piešťany.
Nižná telt 517 inwoners.